# Ghidici
Ghidici è un comune della Romania di 2481 abitanti, ubicato nel distretto di Dolj, nella regione storica dell'Oltenia.